# 80년

## 연호
- 후한(後漢) 건초(建初) 5년

## 기년
- 후한(後漢) 장제(章帝) 5년
- 신라(新羅) 탈해 이사금(脫解泥師今) 23년 / 파사 이사금(婆娑泥師今) 원년
- 고구려(高句麗) 태조대왕(太祖大王) 28년
- 백제(百濟) 기루왕(己婁王) 4년

## 사건
- 음력 8월, 신라의 파사 이사금이 즉위하였다.
- 로마의 대 콜로세움 완성

## 사망
- 신라(新羅) 4대 국왕 탈해 이사금(脫解泥師今)

## 참고 문헌
- 김부식 (1145), 《삼국사기》 <신라본기 제1권 파사 이사금 條>